# Russian Mission
Russian Mission – miasto w Stanach Zjednoczonych, w stanie Alaska, w okręgu Wade Hampton. W miejscowości ma siedzibę prawosławna parafia Podwyższenia Krzyża Świętego, będąca główną cerkwią dekanatu.